# Aquatic Botany
Aquatic Botany (abreviado Aquatic Bot.) es una revista con ilustraciones y descripciones botánicas que es editada en Ámsterdam desde el año 1975 con el nombre de Aquatic Botany; International Scientific Journal Dealing with Applied and Fundamental Research on Submerged, Floating and Emergent Plants in Marine and Freshwater Ecosystems.
Es una revista científica internacional se trata de la investigación aplicada y fundamental sobre plantas sumergidas, flotantes y emergentes en los ecosistemas marinos y de agua dulce. Está dedicada a la investigación sobre la estructura, la función, la dinámica, y la clasificación de las plantas de las comunidades acuáticas y ecosistemas, así como los aspectos moleculares, bioquímicos y fisiológicos de las plantas acuáticas. Publica la investigación fundamental y la investigación aplicada. La revista fue fundada por Cees den Hartog, quien todavía sirve como editor de consultoría.